# Lina Sieckmann
Lina Sieckmann (* 1988 in Engelskirchen) ist eine deutsche bildende Künstlerin, Regisseurin, Autorin und Filmproduzentin.

## Werdegang
Lina Sieckmann studierte von 2009 bis 2015 Experimentalfilm, Performance und Fotografie an der Kunsthochschule für Medien Köln. 2015 erhielt sie ihr Diplom mit Auszeichnung für ihren Film Ocean Hill Drive, und das experimentelle Photobuch This has been going on for years das amerikanische Road-Narrative und genderspezifische Räume thematisiert.
2012 begann ihre Zusammenarbeit mit Miri Ian Gossing als Künstlerinnenduo Gossing/Sieckmann.
Von 2016 bis 2017 studierte sie an der Kunstakademie Düsseldorf in der Klasse von Rita McBride.
Als Duo haben Miriam Gossing und Lina Sieckmann mehrere experimentelle Dokumentarfilme auf 16-mm-Film produziert, in denen sie urbane und private Architekturen, hyperinszenierte Szenerien und Oberflächen des Begehrens untersuchen. In ihren Montagen kombinieren sie dokumentarische Bilder mit fiktionalen und Found-Footage-Elementen.
2012 gründeten sie den unabhängigen Kunstraum SCHALTEN UND WALTEN, in dem sie seither in Zusammenarbeit mit internationalen Künstlerkollegen experimentelle Filmvorführungen, Ausstellungen und Performance-Events programmieren.
2018 gründeten sie  BLONDE COBRA – Festival for Queer & Experimental Cinema.
Ihre Arbeiten werden international in Ausstellungen und auf Filmfestivals gezeigt (u. a. Hamburger Bahnhof – Museum für Gegenwart, Julia Stoschek Collection, International Film Festival Rotterdam, Image Forum Tokyo und Anthology Film Archives New York City).
Ihre Arbeiten werden von Light Cone Paris und IMAI Düsseldorf vertrieben.

## Filmografie
- 2014: Sonntag, Büscherhöfchen 2 (Kurzfilm)
- 2015: Desert Miracles (Kurzfilm)
- 2016: Ocean Hill Drive (Kurzfilm)
- 2017: One Hour Real (Kurzfilm)
- 2018: The sky is so blue, it’s almost white (Video/Kurzfilm)
- 2018: Edifice (Kurzfilm)
- 2018: China Light – Guan (Kurzfilm)
- 2019: Souvenir (Kurzfilm)
- 2025: Sirens Call, mit Miri Ian Gossing, Weltpremiere Berlinale 2025[12]

## Auszeichnungen
- Wim Wenders Stipendium
- Preis der Nationalgalerie für Filmkunst, Hamburger Bahnhof – Museum für Gegenwart, Berlin (Shortlist)
- Deutscher Kurzfilmpreis in Gold for Ocean Hill Drive
- Förderpreis des Landes NRW für Künstlerinnen und Künstler
- DAAD – Grant,
- New York / Los Angeles / Portland, USA
- Oberhausen International Short-Film Festival, Award Winner – NRW-Competition
- Preis der deutschen Filmkritik for Souvenir, Best German Shortfilm 2019, (Shortlist)
- Artists in Residence, „Light Cone“, Atelier 105, Paris (FR)
- Chargesheimer-Prize for Media Arts, City of Cologne
- Stipendium für Künstlerischen Film, Filmbüro NW
- Jury Prize „Team Work“ for Souvenir, Stuttgarter Filmwinter
- „Kino der Kunst“ Munich, Project Pitch Award (Shortlist)
- Prädikat „Besonders Wertvoll“ for Ocean Hill Drive, Filmbewertungsstelle Wiesbaden
- Prädikat „Besonders Wertvoll“ for Desert Miracles, Filmbewertungsstelle Wiesbaden
- Travel Grant, Los Angeles / Portland, USA, Kunststiftung NRW
- Förderpreis der Freunde der Kunsthochschule für Medien Köln
- Istanbul International Architecture and Urban Film Festival, Award Winner Documentary Competition
- Kunststiftung NRW, Projectfunding
- Masterplan Filmtalent Limburg, Production Grant, Maastricht (NL)
- UDK Berlin, hzt – uferstudios, Project-Scholarship
- Oberhausen International Short-Film Festival,
- Special-Mention Award, NRW-Competition